# Andrena hattorfiana
Andrena hattorfiana là một loài ong trong họ Andrenidae. Loài này được Fabricius miêu tả khoa học đầu tiên năm 1775.